# سجن ولاية فالي
```
سجن ولاية فالي
 
(
بالإنجليزية
: 
Valley State Prison
)‏
 أو 
سجن فالي ستيت
 اختصارًا (
VSP
)، الذي كان سابقًا 
سجن فالي ستيت للنساء
 (
VSPW
)، هو سجن ولاية 
تشوتشيلا
،في  
كاليفورنيا
.
[
2
]
 كان سجنا للنساء.
```

يقع 250 ميل (400 كـم) شمال وسط مدينة لوس أنجلوس.

## البناء

موقع تشوتشيلا في مقاطعة ماديرا، ومقاطعة ماديرا في كاليفورنيا

VSP هو مرفق من المستوى الثاني (أمن متوسط) يضم نزلاء في ساحة الاحتياجات الحساسة (SNY). يتكون السكن من صالات نوم مشتركة بسياج محيط آمن وتغطية مسلحة.

## التاريخ
افتتح السجن في أبريل 1995.